# ユリウス・カラシュ
ユリウス・カラシュ（チェコ語: Julius Kalaš、1902年8月18日 - 1967年5月12日）は、チェコの作曲家。

## 経歴
1902年、プラハ生まれ。プラハ音楽院でヨゼフ・ボフスラフ・フェルステル、ヤロスラフ・クシーチカ、ヨセフ・スクに師事した。1925年から1953年までピアニスト兼軽音楽の作曲家として活動し、125曲のバラードと歌を作曲している。
1948年にプラハ芸術アカデミー映画学部の教授に就任し、映画音楽を講義した。またチェコ音楽財団の初代理事長にも就任した。

## 作曲作品
作品は映画音楽や付随音楽のほか、オペラ、6つのオペレッタ、3つの交響詩、チェロ協奏曲、ヴィオラ協奏曲、室内楽曲、ピアノ曲、合唱曲、歌曲などがある。